# Demetrios Chalkokondyles

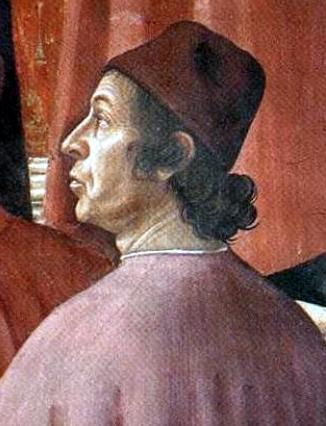
Demetrios Chalkokondyles

Demetrios Chalkokondyles, född omkring 1423 i Aten, död 1511, var en grekisk grammatiker. Han var bror till Laonikos Chalkokondyles.
Chalkokondyles verkade efter Konstantinopels fall 1453 som lärare i grekiska språket, först i Perugia och därefter i Florens, dit han blivit kallad av Lorenzo de' Medici. Chalkokondyles gav 1493 ut en grekisk grammatika, Erotemata , gammalgrekiska. Sin största förtjänst förvärvade han genom att ombesörja de första tryckta upplagorna av Homeros 1488, Isokrates 1493 och Suidas 1499, vilka alla även är typografiska mästerverk.